# Minamoto no Mitsunaka
Minamoto no Mitsunaka (源満仲; , 29 de abril de 912 – 6 de outubro de 997), foi um samurai filho de Minamoto no Tsunemoto membro da Corte no Período Heian. Manteve o título, herdado de seu pai de Chinjufu Shōgun (Comandante-em-chefe da Defesa do Norte). Mitsunaka também é conhecido como o pai do legendário Minamoto no Yorimitsu.

## Vida
Mitsunaka serviu a vários e sucessivos regentes ( Sesshō e Kanpaku ) do Clã Fujiwara a começar com Fujiwara no Morotada. Mitsunaka aliou-se a Morotada em 969, ao implicar Minamoto no Takaakira, principal rival político de Morotada, em uma trama contra o trono. Não está claro se essas acusações foram verdadeiras, mas depois disso Takaakira foi exilado, colocando Mitsunaka nas boas graças de Morotada. Mais tarde, Mitsunaka ajudaria Fujiwara no Kaneie em sua trama para coagir o Imperador Kazan a se tornar Bhikkhu (monge budista) e abdicando em favor de seu neto Yasuhito então com sete anos de idade.
A associação de Mitsunaka com o Clã Fujiwara fez dele um dos membros da Corte mais ricos e poderosos de sua época. Ele serviu como governador em exercício (kokushi) em dez províncias, sendo a principal Settsu , que se tornou o esteio de seu poder militar e econômico.  A relação entre os Fujiwara e o Seiwa Genji continuou por quase duzentos anos depois da morte de Mitsunaka; de fato, o Seiwa Genji era conhecido como "os dentes e as garras" dos Fujiwara.
Em seus últimos anos, Mitsunaka retirou-se para sua mansão na cidade de Tada na Província de Settsu, e por causa disso é conhecido como Tada Manjū.  Seus descendentes são muitas vezes chamados  Settsu Genji ou Tada Genji.
Mitsunaka aparece no anime Otogi Zoshi,[carece de fontes?] junto com versões fictícias de outras figuras históricas.